# Doxa Katokopia
Doxa Katokopia är en fotbollsklubb från Katokopia i Nicosia. Sedan den turkiska invasionen av Cypern 1974, är Katokopia under turkisk ockupation, och klubben flyttade till Peristerona, vilket är nära Katokopia. Laget blev uppflyttat till den cypriotiska högsta divisionen under 2007.

## Placering tidigare säsonger
| Säsong  | Nivå | Liga            | Placering | Referens | Notering                               |
| ------- | ---- | --------------- | --------- | -------- | -------------------------------------- |
| 2008/09 | 1    | First Division  | 8         | [ 1 ]    |                                        |
| 2009/10 | 1    | First Division  | 11        | [ 2 ]    |                                        |
| 2010/11 | 1    | First Division  | 13        | [ 3 ]    | Nedflyttad till Second Division        |
| 2011/12 | 2    | Second Division | 2         | [ 4 ]    | Uppflyttad till Cypriot First Division |
| 2012/13 | 1    | First Division  | 7         | [ 5 ]    |                                        |
| 2013/14 | 1    | First Division  | 10        | [ 6 ]    |                                        |
| 2014/15 | 1    | First Division  | 11        | [ 7 ]    |                                        |
| 2015/16 | 1    | First Division  | 9         | [ 8 ]    |                                        |
| 2016/17 | 1    | First Division  | 11        | [ 9 ]    |                                        |
| 2017/18 | 1    | First Division  | 9         | [ 10 ]   |                                        |
| 2018/19 | 1    | First Division  | 9         | [ 11 ]   |                                        |
| 2019/20 | 1    | First Division  |           | [ 12 ]   | pandemin                               |
| 2020/21 | 1    | First Division  | 10        | [ 13 ]   |                                        |
| 2021/22 | 1    | First Division  | 10        | [ 14 ]   |                                        |
| 2022/23 | 1    | First Division  | 11        | [ 15 ]   |                                        |